# Play On
Play On è il terzo album di Carrie Underwood, ed è stato pubblicato il 3 novembre 2009. L'album vede la collaborazione anche del cantante Ne-Yo. Ad oggi l'album ha venduto più di 3.000.000 di copie negli Stati Uniti, così da essere stato certificato triplo disco di platino, mentre mondialmente ha raggiunto le 3.500.000.
Il primo singolo estratto dall'album è stato Cowboy Casanova, il quale in breve tempo ha raggiunto la cima della classifica Country. Questo è il quinto singolo per Carrie ad essere certificato platino. Il secondo singolo è stato Temporary Home, come i precedenti singolo anche questo non ha avuto problemi a diventare una hit nella classifica Country. Come terzo singolo è stato annunciato Undo It.

## Tracce
1. Cowboy Casanova (Carrie Underwood, Mike Elizondo, Brett James)
2. Quitter (Max Martin, Shellback, Savan Kotecha)
3. Mama's Song (Carrie Underwood, Kara DioGuardi)
4. Change (Katrina Elam, Josh Kear, Chris Tompkins)
5. Undo It (Carrie Underwood, Kara DioGuardi)
6. Someday When I Stop Loving You (Lindsey, McEwan)
7. Songs Like This (Carrie Underwood, Laird, Zac Maloy)
8. Temporary Home (Marty Dodson, Jerry Flowers, Tom Shapiro)
9. This Time (Lindsey, McEwan)
10. Look at Me (Jim Collins, Paul Overstreet)
11. Unapologize (Carrie Underwood, Lindsey, Chantal Kreviazuk)
12. What Can I Say (Carrie Underwood, David Hodges)
13. Play On (Carrie Underwood, Natalie Hemby)

## Classifiche
| Chart (2009) | Posizione | Certificazione | Vendite    |
| ------------ | --------- | -------------- | ---------- |
| Stati Uniti  | 1         | 2x Platino     | 2.000.000+ |
| Canada       | 2         | Platino        | 80.000+    |
| Australia    | 1         | Oro            | 40.000+    |